# Третя Рота
«Третя рота» — роман українського письменика Володимира Сосюри. Найширшу публікацію роману здійснено в журналі «Київ» (1988, № 1—2). Невеликі фрагменти друкувалися також у дні 90-річчя з дня народження поета в газетах «Літературна Україна», 7 січня 1988 p., «Вечірній Київ», 4 лютого 1988 р. та в «Литературной газете», 11 травня 1988 р. (переклад H. Висоцької).
Перша повна публікація окремим виданням була здійснена видавництвом «Радянський письменник» (К., 1988, 357 с.). Друга публікація (видавництво «Український письменник», К., 1997, 351 с.) — це повний текст останньої авторської редакції, що зберігається у відділі рукописів Інституту літератури імені Т. Г. Шевченка АН УРСР у фонді В.Сосюри. Упорядником тексту і автором післямови та доповнених приміток є український літературознавець Сергій Гальченко.

## Історія створення та публікації
Одне з найповніших авторських свідчень про історію написання «Третьої Роти» таке:
|  | Я почав писати прозою роман-трилогію про своє життя ще в 1926—30-х роках. Уривок цього роману був надрукований в журналі «Червоний шлях», № 10, за 1926 рік («З минулого»). Весь цей роман називається «Третя Рота» — 1. «Володька»; 2. «Крізь вогонь»; 3. «Поет». Надрукований уривок був про громадянську боротьбу на Україні, про трагічний період моєї молодості… Я відклав його і через 12 років повернувся до нього, в 1942 році, в Москві. Так як не було машиністки, яка б могла друкувати українською мовою, то я диктував їй на російській мові (почав з дитинства, вірніше, повернувся до нього, щоб потім писати про роки юності і дійти до старості). Я продиктував машиністці шістдесят сторінок і цей початок роману давав читати Клименту Єфремовичу Ворошилову як моєму землякові. Він теж із Третьої Роти, і його соратником по громадянській війні був мій дядя Іван Локотош, брат моєї матері, бувшої робітниці патронного заводу в м. Луганську. Товариш Ворошилов прочитав початок роману і побажав мені через Пономаренка успіху. (Я передавав рукопис через т. Пономаренка, у якого був друг по батрацькій молодості кубанець Сосюра із станиці Брюховецької, де живе половина Сосюр). Тов. Ворошилов побажав мені успіху і порадив випустити фізіологічні моменти, що я і зробив. Після Вітчизняної війни, осінню 1959 року, я повернувся знову до роботи над романом і в чорновому вигляді закінчив всі три книги трилогії весною 1960 року. Редакція газети «Молодь України» попросила у мене (т. Семенець, редактор) цей роман, щоб друкувати його з номера в номер газетним варіантом!, про що повідомила своїх молодих читачів. Але газетну публікацію роману було обірвано. |

Третьою спробою донести до читача цей твір уже після смерті автора стала скорочена публікація в десятому томі творів поета (Київ, «Дніпро», 1972, с.84—155). Із наявних в останньому зведеному, авторському варіанті є понад шістдесят розділів, а до видання потрапило лише двадцять шість (за редакторською нумерацією). До того ж і надруковані розділи були піддані значному скороченню без відповідних позначок, приміток і т. ін.

## Композиція
Роман складається з шістдесяти розділів. В основі композиції спогадів В. Сосюри лежить принцип асоціативності. Сам автор так пояснює засади своєї мемуарної творчості: «звукові й зорові враження одклалися в моїй свідомості» [5:107], а в іншому місці відзначив: «я вживаю методи кінонапливу»

## Сюжет
Роман «Третя Рота» — це правдива розповідь поета і про важке дитинство, і про буремну юність, і про перші кроки в літературі, які він робив з допомогою відомих українських письменників. Автор не обминав і трагічних моментів нашої історії, і свої власні невдачі. Складні життєві обставини іноді загострювали стосунки із деякими його колегами по перу, але на спільному шляху боротьби і шукань поет залишився вірним найвищим людським ідеалам, не погрішив проти правди, довіряючи читачеві найсокровенніше і найболючіше, що траплялося в його житті. У спадщині Володимира Сосюри немає щоденників і дуже мало листів, тому цінність роману «Третя Рота» — цього яскравого зразка мемуарної прози — дуже велика.